# ФК Борац Шајкаш
ФК Борац је фудбалски клуб из Шајкаша у општини Тител и тренутно се такмичи у Српској лиги Војводина.

## Историјат
Фудбалски клуб у Шајкашу основан је 21. јуна 1925. године, под именом Раднички спортски клуб, скраћено РСК. Оснивачи, међу којима су били Бранко Павловић, Спасоје Дујич, Ђорђе Рајић, Жарко Плавшић, Момчило Васић, Душан Марјанов, Борко Хорват, Александар Милинков, Новак Плавшић, Драгољуб Дујић, Лазар Чолић, Лазар Јеврић, Стеван Расић, Радивоје Чолић, Бранислав Марковић, Вељко Сабовљев, Цветко Реља, Петар Рајтенбах, Јован Рајтенбах, Јован Лец и Милош Путник, изабрали су црвену и црну за боје клуба. Клуб је касније променио назив у Борац Шајкаш, под којим се и данас такмичи.
Клуб се по окончању сезоне 2016/17. пласирао у Војвођанску лигу Југ, као првак Подручне лиге Новог Сада. Претходно је, годину дана раније, клуб поражен у баражу за попуну те лиге, од Хајдука из Чуруга.
У Борцу такође функционишу и млађе категорије, а клуб као домаћин утакмице игра на свом стадиону у Железничкој улици у Шајкашу.